# 维济马农村居民点
维济马农村居民点（俄语：Визьменское сельское поселение）是俄罗斯联邦沃洛格达州别洛泽尔斯克区所属的一个农村居民点。其下辖有38个居民点，行政中心为克利姆申博尔。据2015年统计，该农村居民点的人口为370人。